# Gymnasium an der Hamburger Straße
Das Gymnasium an der Hamburger Straße (umgangssprachlich auch als HaBu oder Hamburger bezeichnet) ist ein öffentliches Gymnasium in Bremen. Träger der Bildungseinrichtung ist die Stadt. Sein Einzugsradius misst etwa 17 Kilometer.

## Lage
Das Gymnasium liegt im Stadtteil Östliche Vorstadt im Ortsteil Peterswerder an der Hamburger Straße nahe der Grenze zum Ortsteil Steintor. Das Grundstück erstreckt sich zwischen den etwa 100 Meter weiter westlich zusammenlaufenden Straßen Am Schwarzen Meer und Hamburger Straße.

## Geschichte

### Lehrerseminar
1897 kam es auf Betreiben des Direktors des Bremer Lehrerseminars Georg Credner zur Gründung eines Lehrerseminars an der Hamburger Straße, für welches man zwei Gebäude baute, den heutigen Alt- und den Hauptbau (siehe Abschnitt Gebäude). Nach dem Ende des Ersten Weltkrieges befand sich das Institut im Umbruch. So wurde im Jahre 1919 nach der Niederschlagung der Bremer Räterepublik eine Wache der Stadtwehr im Hauptgebäude eingerichtet. Zudem kamen Diskussionen über eine Einheitsschule auf, welche auch eine einheitliche Ausbildung der Lehrer voraussetzte, wie es im Artikel 123 der Weimarer Verfassung vorgeschrieben war. Daraufhin begann man ab 1921 mit dem langsamen Abbau aller Studiengänge. 1926 wurde das Lehrerseminar an diesem Standort aufgegeben.

### Aufbauschule
Im Frühling 1922 wurde in den Gebäuden eine Aufbauschule für Jungen eingerichtet. Pläne für diese existierten schon im Oktober 1919, waren jedoch aufgrund von Platzmangel nicht umgesetzt worden. Die Aufbauschule war für begabte Spätentwickler gedacht und sollte nach siebenjähriger Volksschulausbildung zum Abitur führen. Mit Englisch und Latein wurden zwei Fremdsprachen gelehrt. Vier Jahre lang befanden sich somit zwei Lehrinstitute parallel in denselben Gebäuden, eines für Schüler und eines für angehende Lehrer. Die Aufbauschule zählte 1925 noch 72 Schüler. 1926, nach der Schließung des Lehrerseminars, konnten die frei gewordenen Räumlichkeiten von der Aufbauschule genutzt werden. Die Expansion hatte einen raschen Anstieg der Schülerzahl auf 210 1927 zur Folge. Die ersten Abiturprüfungen fanden 1928 mit lediglich drei Prüflingen statt. Diese Zahl erhöhte sich jedoch kontinuierlich. Vereinzelt wurden auch Mädchen geprüft. 1935 wurde Rudolf Budde als Oberstudiendirektor Leiter der Aufbauschule.
Während des Zweiten Weltkrieges musste der Unterricht auf Grund von Lehrermangel ausgesetzt werden. Aus diesem Grund zogen andere Lerngruppen oder Klassen, deren eigene Gebäude zerstört worden waren, in die leeren Klassenräume ein. Auch nationalsozialistische Organisationen belegten in den Kriegsjahren einige Büros. Gegen Ende des Krieges wurde auch die Aufbauschule durch Luftangriffe der Alliierten schwer beschädigt.

### Oberschule bis Schulzentrum
Der Unterricht wurde am 3. Dezember 1945 wieder aufgenommen. Der Wiederaufbau war langwierig. Ostern 1951 wurde die letzte Aufbauklasse (8. Klasse) aufgenommen. In der gleichzeitig aufgenommenen 7. Klasse (in Bremen galt damals die sechsjährige Grundschule) mit 47 Schülerinnen und Schülern – an der Schule herrschte Koedukation – waren auch Kinder von DDR-Flüchtlingen zusammengefasst. Sie hatten statt der in der Bundesrepublik gelehrten ersten Fremdsprache Englisch in der 5. und 6. Klasse Russisch gelernt und erhielten nun im Englischen Förderunterricht innerhalb eines Jahres den Stoff von drei Schuljahren durch Fräulein Probst, eine aus dem Lehrerseminar hervorgegangene Oberschullehrerin, erfolgreich vermittelt, so dass sie ab Ostern 1952 am regulären Englisch-Unterricht teilnehmen konnten. 1952 wurde die Schule in Oberschule an der Hamburger Straße (Zweig D) umbenannt. Im selben Jahr wurden die Schülerinnen der benachbarten Oberschule für Mädchen Janson-Schomburgschule übernommen. Das führte zu empfindlicher Raumnot und erzwang in diesem Schuljahr den für Lehrer und Schüler recht belastenden Schichtunterricht. Die Oberschule besaß einen sprachlichen und einen mathematischen Zweig. 1954 schied Budde als Schulleiter aus und Philipp Rudolf war bis 1966 sein Nachfolger. Ein Erweiterungsbau mit 12 Klassenräumen, einem Gymnastiksaal und Bibliotheksräumen wurde 1963 angefügt.
In den folgenden Jahrzehnten war die Schule wechselnd ein Gymnasium, ein Oberstufenzentrum und ein Schulzentrum der Sekundarstufe I mit Orientierungsstufe, Hauptschule, Realschule und Gymnasium. Die Orientierungsstufe zog 1976 in die Schule Brokstraße um.

### Gymnasium
Seit dem Schuljahr 2002 / 2003 ist sie wieder ein Gymnasium vom fünften Jahrgang bis zum Abitur.

## Gebäude

Gebäudeplan der Schule

Zum Gymnasium an der Hamburger Straße gehören vier Gebäude.

### Altbau
Der dreigeschossige Altbau aus Klinker wurde als Volksschullehrerseminar von 1883 bis 1885 und der Hauptbau, welcher aus dem gleichen Baustoff besteht, 1896/97 nach Plänen des Architekten Heinrich Flügel von der Hochbauinspektion Bremen errichtet. Die Ansicht zur Hamburger Straße dominierte einst der Giebel des Aula- und Turnhallengebäudes, das bereits in den 1920er Jahren durch einen Neubau für die Deutsche Aufbauschule ersetzt wurde, und den Uhrenturm über dem Portal – Risalit, der sich ebenfalls nicht erhalten hat. 1927 erfolgten Umbauten, auch nach Entwürfen von Flügel.
Während sich in ersterem heute die Unterrichtsräume für die Oberstufe befinden, beherbergt der Hauptbau die Verwaltung der Schule (Lehrerzimmer, Sekretariat, Zimmer der Schulleiter etc.) und mehrere Biologie- beziehungsweise Physikräume.
Verbunden werden beide Häuser seit 1976 durch den Fachtrakt. Hier liegen die Chemie- und Kunsträume, ein Fotolabor mit Dunkelkammer sowie die neue Aula der Schule.

### Neubauten
Bereits 1963 wurde ein separater dreistöckiger Neubau errichtet. In ihm befinden sich vorwiegend feste Klassenräume für die Sekundarstufe I, aber auch ein Forum und eine Mensa.

### Denkmalschutz
Die alten Gebäude, Hamburger Straße 10, aus der Gründerzeit wurde 1984 unter Bremer Denkmalschutz gestellt.

### Raumnot
Aufgrund seiner Lage in einem dicht bebauten Wohngebiet und des begrenzten Platzes leidet das Gymnasium unter Raumnot. Dieses Problem konnte auch durch den Neubau nicht gelöst werden. Einige Klassen der Sekundarstufe I mussten deshalb bis zum Schuljahrswechsel 2012 für mehrere Stunden in der Woche auf Schulen in der Nachbarschaft ausweichen. Das Gymnasium an der Hamburger Straße verfügt über nur eine kleine Mehrzweck-Gymnastikhalle im Fachtrakt, in welcher hauptsächlich die Sportkurse der jüngeren Schüler stattfinden. Die älteren Schüler müssen zu drei Hallen in der Umgebung pendeln.
Im Sommer 2006 fand eine Schülerdemonstration auf einer nahegelegenen großen Kreuzung mit dem Ziel statt, die Erlaubnis der Nutzung eines nahen leerstehenden Gebäudes durch die Schule zu erwirken. Diese blieb jedoch ohne Erfolg.

## Zur Schule

### Fremdsprachen
Das Gymnasium an der Hamburger Straße ist sehr sprachenorientiert. Es werden insgesamt fünf Fremdsprachen gelehrt.
Als erste Fremdsprache wird Englisch unterrichtet. Ab der sechsten Klasse können die Schülerinnen und Schüler zwischen Französisch, Spanisch und Latein als zweite Fremdsprache wählen. In der achten und neunten Klasse wird ein wöchentlich vierstündiger Wahlpflichtbereich – wahlweise Chinesisch oder ein fachübergreifendes Projektfach (Projekt-Unterricht Naturwissenschaften und Gesellschaft (PUNG), Ars (Kunst) und Technik (Ar.Te), Geographie und Politik (Geopolis)) unterrichtet.
In der Oberstufe können die Fremdsprachen als Grundkurse weitergeführt (Fortgesetzte Fremdsprache) oder neu aufgenommen werden. Als Leistungskurs wird Englisch angeboten. 

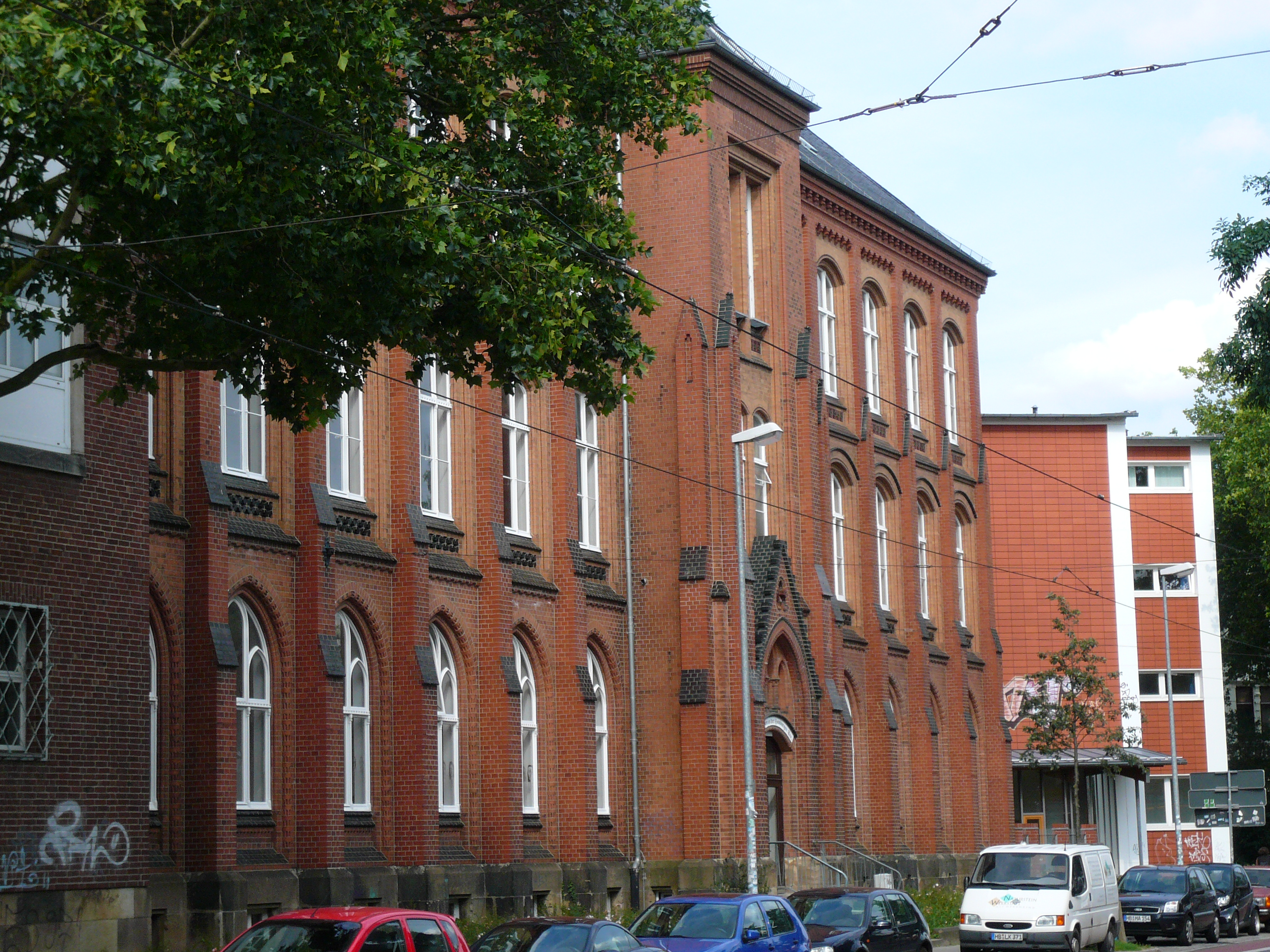
Blick von der Hamburger Straße auf das Hauptgebäude mit dem Haupteingang. Dahinter ist der Neubau zu sehen.

### Schulfest
Fast jedes Jahr findet etwa zwei Wochen vor den Sommerferien ein Schulfest, Sportfest oder eine Projektwoche statt.

### Regelmäßige Fahrten
- Im Februar findet alljährlich eine einwöchige Wintersportfahrt nach Österreich statt.
- Jedes Jahr unternehmen die achten Klassen eine einwöchige Fahrt nach England, verbunden mit einem Sprachkurs und Familienaufenthalten.
- Auch mit Spanien findet jährlich ein Austausch statt.
- Einige Schülerinnen und Schüler der elften Jahrgangsstufe haben jedes Jahr die Möglichkeit, ein zehntägiges Betriebspraktikum in England zu absolvieren.
- Ebenso reisen die Oberstufenangehörigen, die Chinesisch belegen, während der Sommerferien für sechs Wochen nach China und nehmen dort an einem vierwöchigen Chinesisch-Intensivkurs an der Peking-Universität teil.
- Jedem Profil der Oberstufe steht es zudem frei, eine Kursfahrt zu unternehmen. Diese muss jedoch in den ersten vier Halbjahren der Oberstufe stattfinden. Häufig findet sie gegen Ende des vierten Halbjahres der Oberstufe (zweites Halbjahr der Qualifikationsphase 1) statt.

### Besonderheiten
Anfang des Jahres 2007 wurde am Gymnasium an der Hamburger Straße das „Audio / Video Selbstlernzentrum“ eingeweiht. Es soll helfen, die Schüler bei der Produktion von unterrichtsbezogenen Videofilmen oder Hörbeiträgen zu unterstützen und stützt sich auf das Oberstufenunterrichtsfach Medienkunde. Für das Selbstlernzentrum stehen zwei Computerräume zur Verfügung. 

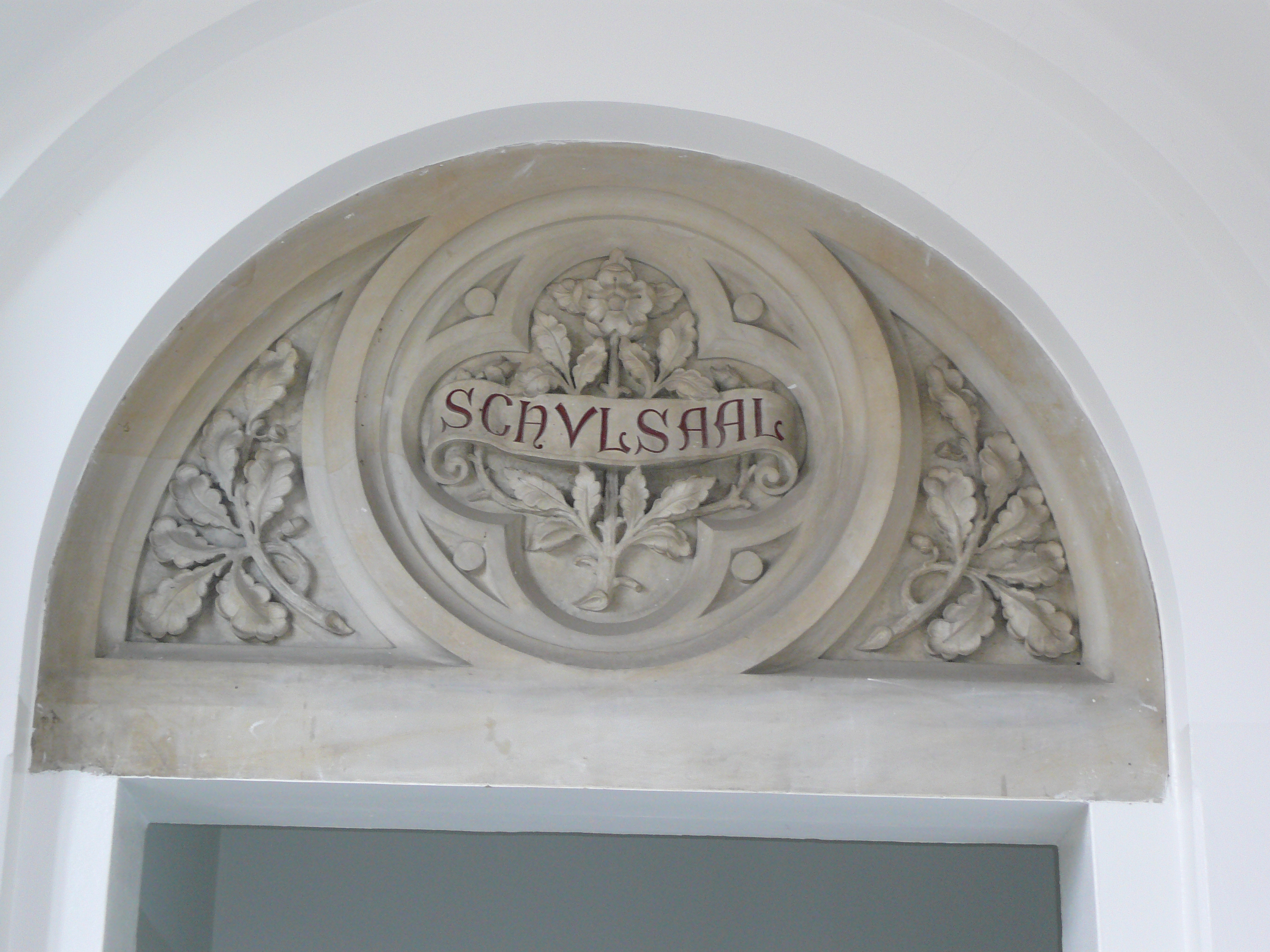
Historisches Tympanon im Gymnasium

 Das Gymnasium ist außerdem in Kooperation mit anderen Schulen am neuen bremenweiten E-Learning-Projekt beteiligt, bei dem durch Vernetzung und institutsübergreifende Kommunikation bessere Lernerfolge erzielt werden sollen.

### Schülervertretung
Die Schule besitzt eine Schülervertretung (SV), in der sich jede Schülerin bzw. jeder Schüler, unabhängig davon, ob er oder sie gewählt ist, beteiligen kann. Die SV organisiert Schulfeste und Aktionstage und setzt sich für die Interessen der Schülerschaft beim Lehrpersonal ein. Von Zeit zu Zeit werden Schülerbeiratssitzungen abgehalten, auf denen sich die Klassen- und Kurssprecherinnen und -sprecher treffen und über die Schule betreffende Themen diskutieren. Die Ergebnisse werden den Schülerinnen und Schülern etwa zweimal pro Jahr auf einer Vollversammlung dargelegt und erörtert.

## Bekannte Schulangehörige

### Bekannte Lehrer
- Arno Theodor Kunath (1864–1936), von 1926 bis 1931 Oberturnlehrer an der Aufbauschule
- Herbert Bellmer (1895–1950), von 1926 bis 1940 Lehrer an der Aufbauschule
- Rudolf Budde (1888–1975), 1920 Studienrat, 1929 Studiendirektor, von 1935 bis 1954 Oberstudiendirektor der Aufbauschule bzw. ab 1945 der Oberschule
- Alfred Cammann (1909–2008), Schriftsteller, Ethnologe
- Philipp Rudolf (1901–1983), seit 1946 Studienrat, von 1954 bis 1966 Direktor der Oberschule

### Bekannte Schülerinnen und Schüler
- Paul Goosmann (1906–1992), Lehrer, Gewerkschafter und Politiker; besuchte von 1920 bis 1926 das Lehrerseminar
- Ernst Waltemathe (1935–1997), Politiker (SPD)
- Jörg Straube (* 1953), Dirigent, Chorleiter, Hochschullehrer
- Uwe Birnstein (* 1962), Theologe und Publizist
- Bärbel Schäfer (* 1963), Fernsehmoderatorin und -produzentin; legte 1984 an der Schule ihr Abitur ab
- Ingo Steinwart (* 1970), Mathematiker und Hochschullehrer; legte 1990 an der Schule sein Abitur ab
- Dmitrij Kollars (* 1999), Schachspieler und Journalist bei der Rochade Europa